# メージツァ
メージツァ（Mežica', ドイツ語：Mieß in Kärnten）は、スロベニアのコロシュカ地方に位置する町であり、そして地方行政区画としての市である。オーストリアと国境を接している。
メージツァには、ペツァ山 (Peca) に鉛と亜鉛の鉱山がある。鉱山は1665年に始まり、1994年に閉じられた。現在では鉱山は旅行者が訪れるのみである。